# Academy of Country Music Awards 2020
O Academy of Country Music Awards 2020 foi realizado em 16 de setembro de 2020, em Nashville, Tennessee, nos Estados Unidos, e transmitido de vários locais de Nashville.
O evento foi originalmente planejado para ocorrer no dia  5 de abril do mesmo ano, em Las Vegas, Nevada, nos Estados Unidos, mas foi adiado e realocado devido à pandemia de COVID-19. A premiação foi transmitido do Grand Ole Opry House, do Ryman Auditorium e do Bluebird Café, em Nashville, tornando-se o primeiro grande evento de premiação presencial a acontecer nos Estados Unidos desde o início da pandemia de COVID-19.
Com sua vitória na premiação, Miranda Lambert ganhou seu 35º prêmio ACM, ampliando seu recorde como a pessoa mais premiada na história da ACM. A cerimônia também contou com o primeiro empate na história da ACM, na categoria mais importante da noite, Artista do Ano, com Thomas Rhett e Carrie Underwood reivindicando o título. A edição também marca a volta de Taylor Swift após sete anos sem participar da premiação.

## Antecedentes
O Academy of Country Music Awards 2020 estava originalmente previsto para ocorrer em 5 de abril de 2020, no MGM Grand Garden Arena, em Las Vegas, Nevada, nos Estados Unidos. Em 15 de março, quatro dias depois de a Organização Mundial da Saúde ter declarado o surto de corona vírus uma pandemia global, e dois dias depois de o presidente Donald Trump ter anunciado estado de emergência nacional em resposta ao vírus, a Academy of Country Music anunciou que a premiação seria transferida para setembro, devido às preocupações com o surto de COVID-19, com a nova data ainda a ser definida. Em 23 de março, foi anunciado que a premiação ocorreria em 16 de setembro.

## Apresentações
| Artista(s)                                                      | Canção(ões) | Local                                                                    | Apresentado(s) por |
| --------------------------------------------------------------- | --- | ------------------------------------------------------------------------ | ------------------ |
| Luke Bryan Eric Church Luke Combs Thomas Rhett Carrie Underwood | Medley dos Indicados a Artista do Ano: "Rain Is a Good Thing" (Bryan) "Drink in My Hand" (Church) "When It Rains It Pours" (Combs) "It Goes Like This" (Rhett) "Before He Cheats" (Underwood)                                                  | Grand Ole Opry House Bluebird Café Ryman Auditorium Grand Ole Opry House | —                  |
| Jimmie Allen                                                    | "Make Me Want To" | Bluebird Café                                                            | Keith Urban        |
| Old Dominion                                                    | Medley: "One Man Band" "Song for Another Time" "Hotel Key" "Make It Sweet" | Ryman Auditorium                                                         | —                  |
| Luke Bryan                                                      | "One Margarita" | Grand Ole Opry House                                                     | —                  |
| Kelsea Ballerini                                                | "Hole in the Bottle" | Ryman Auditorium                                                         | —                  |
| Miranda Lambert Luke Dick Natalie Hemby                         | "Bluebird" | Bluebird Café                                                            | —                  |
| Morgan Wallen                                                   | "Whiskey Glasses" | Grand Ole Opry House                                                     | Keith Urban        |
| Thomas Rhett Jon Pardi                                          | "Beer Can't Fix" | Ryman Auditorium                                                         | —                  |
| Blake Shelton Gwen Stefani                                      | "Happy Anywhere" | Ryman Auditorium                                                         | —                  |
| Carrie Underwood                                                | Tributo ao 95º aniversário do Grand Ole Opry: "Crazy" "You Ain't Woman Enough (To Take My Man)" "I Was Country When Country Wasn't Cool" "Why'd You Come in Here Lookin' Like That" "The Night the Lights Went Out in Georgia" "A Broken Wing" | Grand Ole Opry House                                                     | Keith Urban        |
| Luke Combs                                                      | "Better Together" | Bluebird Café                                                            | —                  |
| Tenille Townes                                                  | "Somebody's Daughter" | Ryman Auditorium                                                         | Luke Combs         |
| Gabby Barrett Cade Foehner                                      | "I Hope" "The Good Ones" | Ryman Auditorium                                                         | —                  |
| Dan + Shay                                                      | "I Should Probably Go to Bed" | Grand Ole Opry House                                                     | —                  |
| Riley Green                                                     | "I Wish Grandpas Never Died" | Ryman Auditorium                                                         | —                  |
| Kane Brown                                                      | "Worldwide Beautiful" | Ryman Auditorium                                                         | Keith Urban        |
| Maren Morris                                                    | "To Hell & Back" | Ryman Auditorium                                                         | —                  |
| Taylor Swift                                                    | "Betty" | Grand Ole Opry House                                                     | —                  |
| Eric Church                                                     | "Ragged Old Flag" "Voice" "Stick That in Your Country Song" | Grand Ole Opry House                                                     | Keith Urban        |
| Tim McGraw                                                      | "I Called Mama" | Bluebird Café                                                            | —                  |
| Mickey Guyton Keith Urban                                       | "What Are You Gonna Tell Her?" | Grand Ole Opry House                                                     | Tim McGraw         |
| Keith Urban P!nk                                                | "One Too Many" | Grand Ole Opry House                                                     | Miranda Lambert    |
| Trisha Yearwood                                                 | "I'll Carry You Home" | Grand Ole Opry House                                                     | —                  |
| Florida Georgia Line                                            | "I Love My Country" | Grand Ole Opry House                                                     | —                  |

Notas
1. ↑  Gravado em Los Angeles, Califórnia, nos EUA.
2. ↑  Apresentação bônus, disponível apenas no Xfinity.
3. ↑  Keith Urban participou da apresentação tocando piano.
4. ↑  A participação de P!nk foi pré gravada.

## Vencedores e indicados
Pela primeira vez na história do Academy of Country Music Awards, ocorreu um empate, na categoria Artista do Ano. Os vencedores aparecem listados primeiro e em negrito.
| Artista do Ano (apresentado por Keith Urban) | Álbum do Ano (apresentado por Darius Rucker) |
| --- | --- |
| - Thomas Rhett - Carrie Underwood - Luke Bryan - Eric Church - Luke Combs | - What You See Is What You Get – Luke Combs - Center Point Road – Thomas Rhett - Girl – Maren Morris - Heartache Medication – Jon Pardi - Wildcard – Miranda Lambert |
| Cantora do Ano (apresentado por CeCe Winans) | Cantor do Ano (apresentado por Lauren Alaina) |
| - Maren Morris - Kelsea Ballerini - Miranda Lambert - Kacey Musgraves - Carrie Underwood | - Luke Combs - Dierks Bentley - Thomas Rhett - Chris Stapleton - Keith Urban |
| Grupo do Ano (apresentado por Lily Aldridge) | Dupla do Ano (apresentado por Clint Black e Lisa Hartman Black) |
| - Old Dominion - Lady A - Little Big Town - Midland - The Highwomen | - Dan + Shay - Brooks & Dunn - Brothers Osborne - Florida Georgia Line - Maddie & Tae |
| Single do Ano (apresentado por Cam) | Canção do Ano (apresentado por Bobby Bones) |
| - "God's Country" – Blake Shelton - "One Man Band" – Old Dominion - "Rainbow" – Kacey Musgraves - "Rumor" – Lee Brice - "What If I Never Get Over You" – Lady A | - "One Man Band" – Josh Osborne, Matthew Ramsey, Trevor Rosen, Brad Tursi - "10,000 Hours" – Dan Smyers, Shay Mooney, Justin Bieber, Jessie Jo Dillon, Jason Boyd, Jordan Reynolds - "Girl Goin' Nowhere" – Ashley McBryde, Jeremy Bussey - "God's Country" – Devin Dawson, Jordan Schmidt, Michael Hardy - "Some of It" – Eric Church, Jeff Hyde, Clint Daniels, Bobby Pinson |
| Cantora Revelação do Ano | Cantor Revelação do Ano |
| - Tenille Townes - Caylee Hammack - Gabby Barrett - Ingrid Andress - Lindsay Ell | - Riley Green - Cody Johnson - Jordan Davis - Morgan Wallen - Russell Dickerson |
| Compositor do Ano | Vídeo do Ano |
| - Hillary Lindsey - Ashley Gorley - Josh Osborne - Michael Hardy - Shane McAnally | - "Remember You Young" – Thomas Rhett - "10,000 Hours" – Dan + Shay e Justin Bieber - "God's Country" - Blake Shelton - "One Man Band" – Old Dominion - "Sugar Coat" – Little Big Town |
| Evento Musical do Ano | |
| - "Fooled Around and Fell in Love" – Miranda Lambert e Maren Morris, Ashley McBryde, Tenille Townes, Caylee Hammack, Elle King - "10,000 Hours" – Dan + Shay e Justin Bieber - "Dive Bar" – Garth Brooks e Blake Shelton - "Old Town Road" – Lil Nas X e Billy Ray Cyrus - "What Happens in a Small Town" – Brantley Gilbert e Lindsay Ell | |

Notas
1. 1 2  Recebeu o prêmio no Bluebird Café, em Nashville, Tennessee, nos EUA.
2. ↑  Recebeu o prêmio em Los Angeles, Califórnia, nos EUA.